# Wagimo signata
Wagimo signata is een vlinder uit de familie van de Lycaenidae. De wetenschappelijke naam van de soort werd als Thecla signata in 1881 gepubliceerd door Arthur Gardiner Butler.

## Ondersoorten
- Wagimo signata signata
- Wagimo signata quercivora (Staudinger, 1887)
  - = Thecla quercivora Staudinger, 1887
- Wagimo signata minamii (Fujioka, 1994)